# Tasata parcepunctata
Tasata parcepunctata är en spindelart som beskrevs av Simon 1903. Tasata parcepunctata ingår i släktet Tasata och familjen spökspindlar. Inga underarter finns listade i Catalogue of Life.